# Лопељија-Фјано (Лука)
Лопељија-Фјано је насеље у Италији у округу Лука, региону Тоскана.
Према процени из 2011. у насељу је живело 454 становника. Насеље се налази на надморској висини од 367 м.